# Ross Macpherson Smith
Ross Macpherson Smith (4 décembre 1892 – 13 avril 1922) est un aviateur australien. Lui et son frère Keith Macpherson Smith sont les premiers à relier l'Angleterre à l'Australie par avion en 1919.

## Biographie
Ross Macpherson Smith naît le 4 décembre 1892 à Semaphore, en Australie-Méridionale, fils d'Andrew Bell Smith et de Jessie Macpherson.

### Vol de 1919

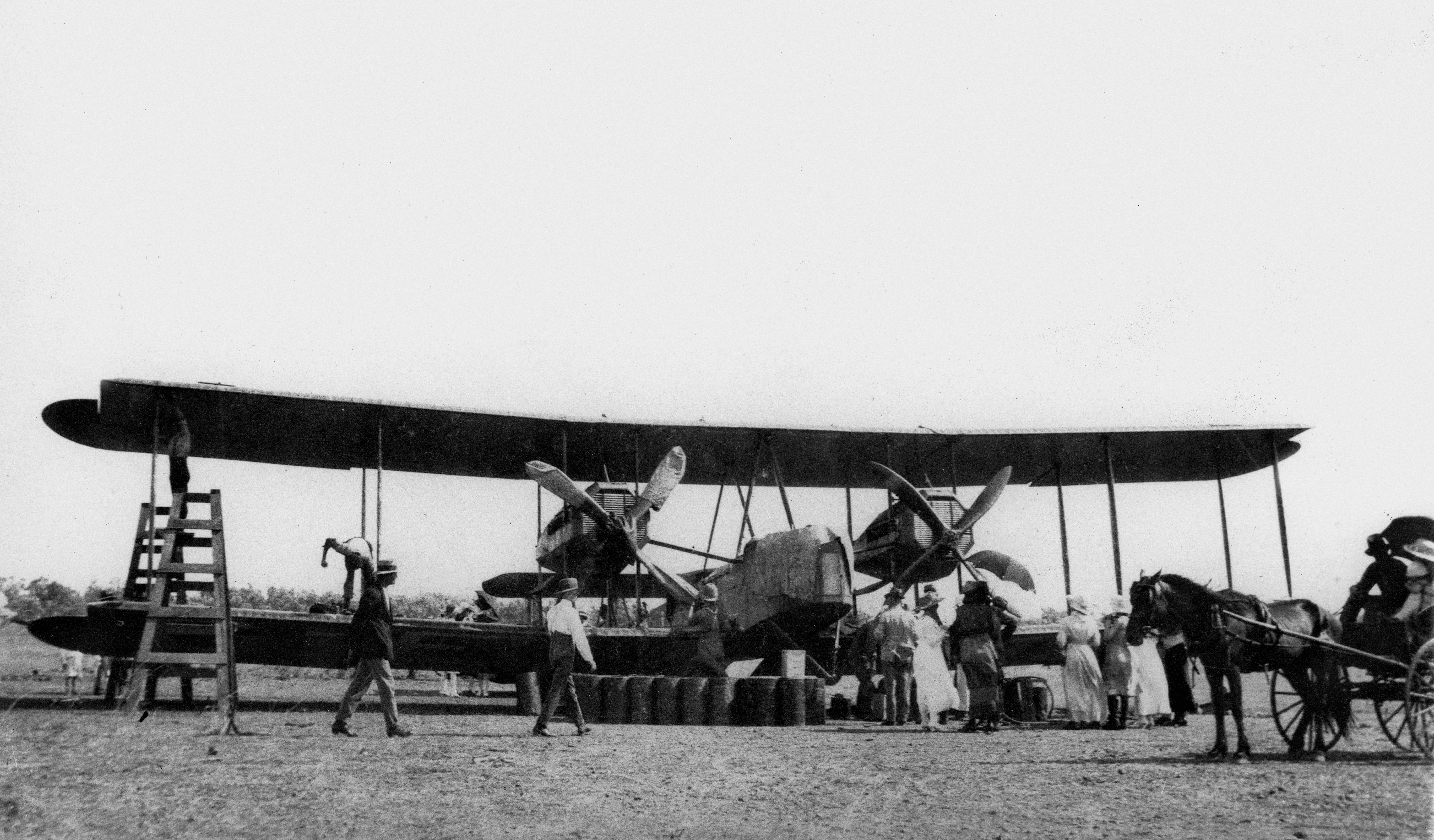
Le Vickers Vimy de Ross et Keith Smith.

Le 12 novembre 1919, Ross Macpherson Smith, son frère Keith Macpherson Smith et les mécaniciens Walter Henry Shiers et James Mallett Bennett décollent de Hounslow en Angleterre à bord d'un Vickers Vimy. Ils atterrissent à Darwin en Australie le 10 décembre, devenant ainsi les premiers à relier par les airs l'Angleterre à l'Australie.

### Mort
Le 13 avril 1922, alors qu'ils testent un Vickers Viking (en) à Weybridge près de Londres, Ross Macpherson Smith et James Mallett Bennett se tuent lors du crash de leur appareil. Leurs corps son rapatriés en Australie et Ross Smith est enterré à Adélaïde le 15 juin.